# Alterra Power
Alterra Power ist ein kanadisches Unternehmen, das auf dem Gebiet der erneuerbaren Energien tätig ist. Es entstand im Jahre 2011 aus der Fusion von Magma Energy und Plutonic Power. Durch die Fusion kam das Unternehmen in Besitz eines Windparks und eines Wasserkraftwerks in British Columbia, zweier Geothermiekraftwerke auf Island und eines in Nevada. Gegenwärtig betreibt die Firma sechs Kraftwerke, die zusammen eine Leistung von rund 757 Megawatt (MW) haben.

## Vorstand
Das führende Management-Team besteht aus neun Personen, die den Vorstand bilden. Das Board of Directors besteht aus sieben Personen. Vorsitzender ist jeweils Ross Beaty, der Anfang des Jahres 2008 die Firma Magma Energy Corp. für die Entwicklung internationaler Geothermie-Projekte gründete. Stellvertreter im Aufsichtsrat ist Donald McInnes, Gründer und CEO von Plutonic Power. Der jetzige CEO John Carson hat seine beruflichen Erfahrungen bei General Electric gesammelt. Für die Finanzen ist seit 2013 Lynda Freeman zuständig.

## Geschäftsentwicklung
Neben den bestehenden Anlagen in Kanada und auf Island, für die eine Erweiterung vorgesehen ist, expandiert das Unternehmen international in den USA, Chile, Peru und Italien. Das Wasserkraftwerk in British Columbia hat eine Leistung von 235 MW und gehört zu 60 % der Firma Fiera Axium.
Zu den größeren Vorhaben zählt ein Pumpspeichersee in British Columbia mit einer geplanten Leistung von 1000 MW.